# Gerrymandering
Gerrymandering je politički pristrana podjela izbornih jedinica i kao takva predstavlja vrstu izbornog inženjeringa. Riječ je o obliku manipulacije kojim se granice izbornih jedinica svjesno prekrajaju prema određenim političkim interesima. Time se iskorištava zemljopisna raštrkanost birača različitih političkih stranaka kako bi se manipuliralo izbornim rezultatima.
Postoje dvije osnovne strategije gerrymanderinga:
1. nagomilavanje (eng. packing) - stavljanje što više birača iste političke opredijeljenosti u istu jedinicu kako bi se smanjio njihov utjecaj u drugim izbornim jedinicama;
2. razbijanje (eng. cracking) - rasipanje i miješanje birača istih političkih uvjerenja u više jedinica kako bi se smanjila biračka moć određene političke orijentacije.

Pojam je nastao ukrštanjem prezimena Elbridgea Gerryja, tadašnjeg guvernera Massachusettsa, i riječi salamander (eng. daždevnjak), upotrijebljene da se opiše nepravilan oblik jedne od izbornih jedinica uspostavljenih u Massachusettsu 1812. godine Gerryjevom inicijativom. Cilj tog pothvata bio je dolazak na vlast pomoću neutralizacije izbornog potencijala protivnika.
U Hrvatskoj, gerrymanderingom je opisan oblik izbornih jedinica u Zagrebu, gdje su pojedine gradske četvrti u različitim izbornim jedinicama, dok su, s druge strane, neki dijelovi Zagreba u istoj izbornoj jedinici kao Novi Vinodolski.

## Vanjske poveznice
- Primjeri bizarnih i neustavnih izbornih jedinica u SAD-u. (na engleskom)
- Online igra dizajnirana s ciljem edukacije o problemu gerrymanderinga (na engleskom)  Arhivirana inačica izvorne stranice od 24. veljače 2008. (Wayback Machine)